# 井原市
井原市（いばらし ）は、岡山県の南西部にある市。備後圏域連携中枢都市圏の構成自治体の一つである（福山都市圏も参照）。

## 概要
井原市は岡山県の西南部に位置し、西は広島県に接する。中心市街は高梁川支流の小田川の流域の平野部に広がる。市の南は笠岡市に、北は標高200～400メートルの丘陵地帯で吉備高原へと続く。地形的には井原市街地を除いては、ほとんどが山々に囲まれた農山村である。「中国地方の子守唄」発祥の地として知られる。2005年（平成17年）に合併した旧美星町が日本で初めて制定した条例である『光害防止条例』（1989年11月29日制定）を引き継いだ「日本初の対光害専門条例を制定した市」としても知られている。
隣接する福山市とは生活圏・経済圏が一体化して福山都市圏を形成しており、古くから県境にとらわれることのない交流が盛んに行われている。また市街地（高屋）は福山市神辺町（上御領）にかけて連続し敷地が県境をまたがる商店や住宅が見られる。市域は吉備高原にまで及ぶ。市域を大きく分けると、平成の大合併以前の市町域を基に井原・芳井・美星の3つの地域に分けられ、更に井原地域（旧井原市）は、井原・木之子・高屋の3つの地域に分かれ、芳井地域と美星地域を合わせて、5つの地域で構成された市となっている。井原地域（旧井原市）および芳井地域の住民は、隣接する福山との結びつきが深い一方で、美星地域の住民はどちらかといえば倉敷志向であり、一体感の醸成が課題となっている。
2006年（平成18年）10月10日から浅口市、笠岡市、倉敷市、里庄町、矢掛町とともに、自動車ナンバープレートに「倉敷ナンバー」（ご当地ナンバー）が導入された。

## 地理

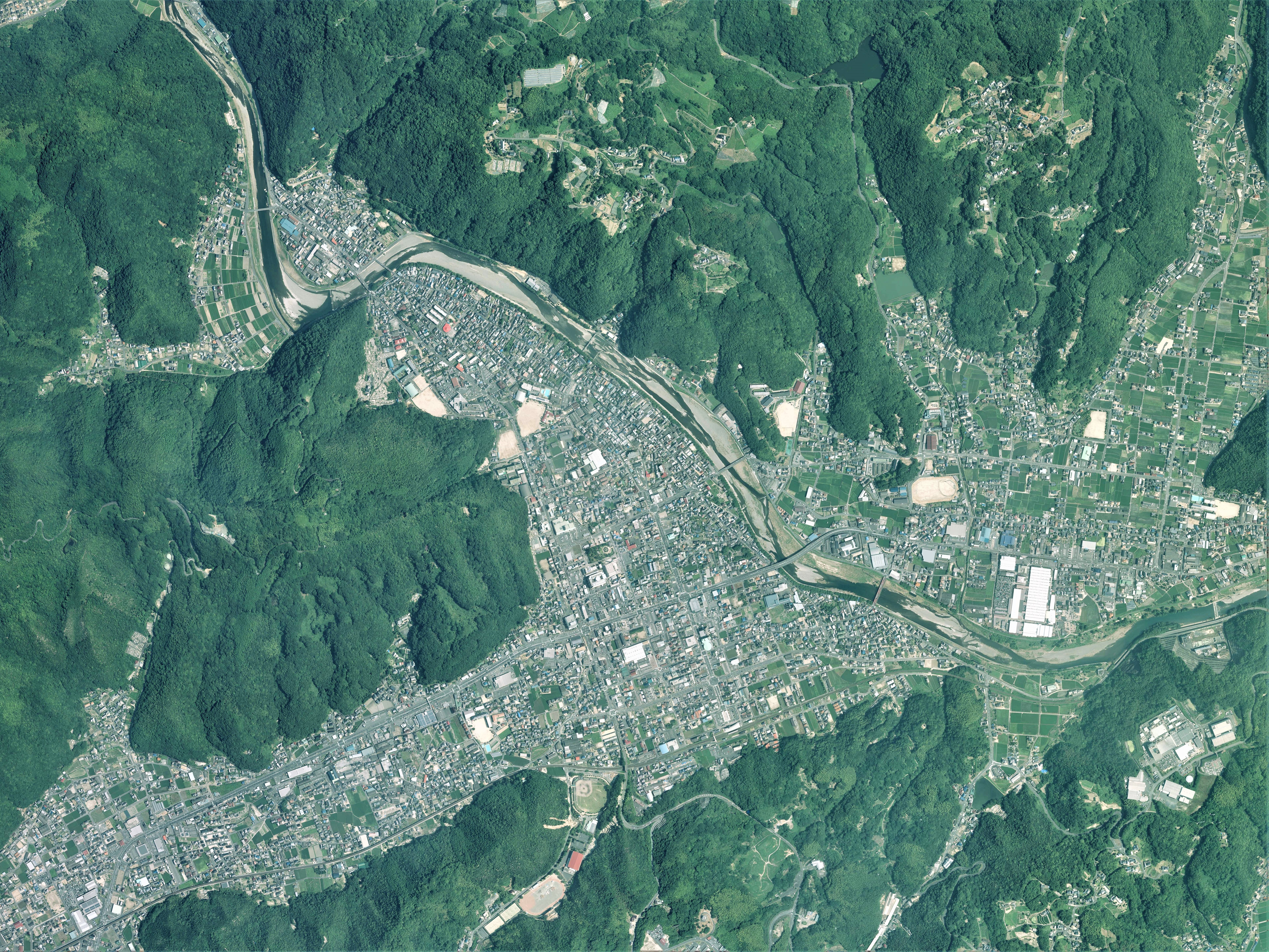
井原市中心部周辺の空中写真。
2018年7月18日撮影の6枚を合成作成。。

一級河川「高梁川」の支流である小田川が広島県神石郡神石高原町を源に北から南に流れ、市の中心部で東方向、即ち小田郡矢掛町方向に流れを変える。北と南を山・丘陵に挟まれた盆地を形成している。また芳井地域や美星町地域をはじめとする市内北部は標高400〜500メートルの石灰岩質のカルスト台地の上に集落が広がっている。

### 隣接している自治体
- 岡山県
  - 笠岡市
  - 総社市
  - 高梁市
  - 小田郡矢掛町
- 広島県
  - 福山市
  - 神石郡神石高原町

## 歴史

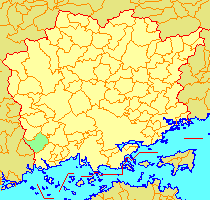
平成の合併前の市域

### 年表

#### 市制施行前
- 鎌倉時代に御家人であった那須氏の庶流が備中に下向し、当地にあった荏原荘を所領とする。
- 1471年（文明3年） : 荏原荘の領主であった室町幕府高官伊勢新九郎盛時が領内の法泉寺に「平盛時」の名で禁制文書を残している。盛時は後1476年（文明8年）に甥の今川氏親の家督相続を助けるため駿河国に下向して東国に勢力を築き、北条早雲として知られるようになる。
- 1619年（元和5年） : 徳川家康の従兄弟水野勝成が西国鎮衛の役目を命じられ、備後国東南部・備中国西南部の10万石に転封。高屋地域は福山藩領、そのほかの地域は一橋領（1746年以降）・池田家旗本領となる。
- 1697年（元禄10年） : 西江原に森氏2万石の西江原藩が成立し、10年間存続する。
- 1698年（元禄11年） : 水野家5代藩主水野勝岑死去。無嗣除封に伴い、福山藩領のうち現在の井原市分の大半は幕府領や旗本領となる。
- 1871年（明治4年） : 明治維新後の廃藩置県により、福山県に編入、のちに改称され、深津県となる。
- 1872年（明治5年） : 深津県と倉敷県が統合し、小田県となる。
- 1875年（明治8年） : 小田県は岡山県へ編入され、岡山県に属する自治体となる。同時に福山など備後5郡は広島県に移管された。

#### 市制施行後
- 1953年（昭和28年） : 4月1日、後月郡井原町・西江原町・高屋町・荏原村・木之子村・県主村・青野村・山野上村、小田郡稲倉村・大江村の3町7村が合併、市制を施行。
- 1966年（昭和41年）： 8月26日、日本鋼管福山製鉄所が完成する。翌年7月に原料の石灰石産出のため鋼管鉱業（現JFEミネラル）芳井鉱業所が開設される。
- 2005年（平成17年） : 3月1日、後月郡芳井町、小田郡美星町を編入。

## 行政

### 市長
- 大舌勲（2018年9月16日就任、2期目）

### 歴代市長
| 氏名 | 氏名     | 就任日        | 退任日        | 備考                                                                       | 注釈・出典  |
| ---- | -------- | ------------- | ------------- | -------------------------------------------------------------------------- | ----------- |
| 初代 | 大山文雄 | 1953年4月30日 | 1965年4月29日 |                                                                            | [ 3 ]       |
| 2代  | 山岡昇   | 1965年4月30日 | 1973年4月29日 |                                                                            | [ 3 ]       |
| 3代  | 小野強   | 1973年4月30日 | 1985年4月29日 |                                                                            | [ 3 ]       |
| 4代  | 西山公夫 | 1985年4月30日 | 1990年8月6日  | 交通事故により殉職。                                                       | [ 3 ]       |
| 5代  | 谷本巖   | 1990年9月16日 | 2006年9月15日 | 元助役。任期満了による選挙により落選。 以後、6代目市長を後継者として支援。 | [ 3 ]       |
| 6代  | 瀧本豊文 | 2006年9月16日 | 2018年9月15日 | 3期目は旧芳井町・美星町編入後初となる無投票。                              | [ 3 ] [ 4 ] |
| 7代  | 大舌勲   | 2018年9月16日 | -             | 現職                                                                       |             |

### 公共機関
岡山県
- 岡山県井原警察署

市・行政組合
- 井原市役所
  - 本庁、芳井支所、美星支所
- 井原地区消防組合井原消防署
  - 井原消防署、芳井分署、美星分署
- 井原市立図書館
  - 井原図書館、芳井図書館、美星図書館
- 井原市民病院
- 美星国保診療所
- 井原市民会館
- アクティブライフ井原（井原中央公民館）
- 井原ふるさとハローワーク : ハローワーク笠岡の井原出張所の廃止に伴い「井原地域職業相談室」として設置、2010年（平成22年）4月より現名称。

### その他
公式マスコット
- でんちゅうくん[5] : 市制施行60周年を記念し、市内出身の彫刻家・平櫛田中の作品『鏡獅子』をモチーフに作成され、2013年（平成25年）6月1日にデビュー[6][7][8]。

## 議会
- 定数：定数18人（欠員1）[9]
- 任期：2025年4月29日任期満了[10]
- 議長：三宅文雄

## 経済

### 産業
繊維・自動車部品工業・電子部品・食品容器製造・鉱業などが盛ん。
- 井原精機 : 本社所在地、自動車部品。
- 化繊ノズル製作所 : 繊維ノズル製造大手。
- 片山工業
- シーピー化成 : 本社所在地、食品トレー大手（旧名：中国パール化成）。
- JFEミネラル芳井鉱業所 : 製鉄用石灰岩採掘（旧名：鋼管鉱業）。
- タカヤ : 本社所在地、繊維・電子部品。
- タツモ : 本社所在地。
- 日本綿布

### 商業
大規模小売店舗立地法に基づく商業施設は次のとおり。
- ゆめタウン井原

### 金融
- ゆうちょ銀行（井原郵便局ほか 14局、簡易郵便局 8局。）
- 中国銀行（井原支店[注釈 4]）
- 広島銀行
- トマト銀行
- 笠岡信用組合

## 姉妹都市・提携都市

### 国内
- 魚津市 （富山県）
  - 1982年（昭和57年）8月に友好親善都市縁組を締結[11][12]。
- 大田原市 （栃木県）
  - 1984年（昭和59年）10月に友好親善都市縁組を締結[11][12]。

## 地域

### 人口
| |                                        |  |
| 井原市と全国の年齢別人口分布（2005年） | 井原市の年齢・男女別人口分布（2005年） |  |
| ■紫色 ― 井原市 ■緑色 ― 日本全国 | ■青色 ― 男性 ■赤色 ― 女性              |  |
| 井原市（に相当する地域）の人口の推移 \| 1970年（昭和45年） \| 54,350人 \| \| \| 1975年（昭和50年） \| 52,591人 \| \| \| 1980年（昭和55年） \| 51,669人 \| \| \| 1985年（昭和60年） \| 51,053人 \| \| \| 1990年（平成2年） \| 49,255人 \| \| \| 1995年（平成7年） \| 47,647人 \| \| \| 2000年（平成12年） \| 46,489人 \| \| \| 2005年（平成17年） \| 45,104人 \| \| \| 2010年（平成22年） \| 43,927人 \| \| \| 2015年（平成27年） \| 41,390人 \| \| \| 2020年（令和2年） \| 38,384人 \| \| |                                        |  |
| 総務省統計局 国勢調査より |                                        |  |
| 1970年（昭和45年） | 54,350人                               |  |
| 1975年（昭和50年） | 52,591人                               |  |
| 1980年（昭和55年） | 51,669人                               |  |
| 1985年（昭和60年） | 51,053人                               |  |
| 1990年（平成2年） | 49,255人                               |  |
| 1995年（平成7年） | 47,647人                               |  |
| 2000年（平成12年） | 46,489人                               |  |
| 2005年（平成17年） | 45,104人                               |  |
| 2010年（平成22年） | 43,927人                               |  |
| 2015年（平成27年） | 41,390人                               |  |
| 2020年（令和2年） | 38,384人                               |  |

### 生活

#### 新聞
- 山陽新聞社 井原支局
- 中国新聞社 井原支局

#### 放送
ケーブルテレビ
- 井原放送

地上波テレビ放送（アナログ）、FMラジオ放送
| 局名                 | 局名                 | NHK岡山 | NHK岡山 | RNC   | KSB   | RSK   | TSC  | OHK   | NHK-FM 岡山 | FM岡山   | 出力  | 偏波面 | 送信 場所 |
| 局名                 | 局名                 | 総合    | 教育    | RNC   | KSB   | RSK   | TSC  | OHK   | NHK-FM 岡山 | FM岡山   | 出力  | 偏波面 | 送信 場所 |
| デジタルリモコン番号 | デジタルリモコン番号 | 1 ch    | 2 ch    | 4 ch  | 5 ch  | 6 ch  | 7 ch | 8 ch  | NHK-FM 岡山 | FM岡山   | 出力  | 偏波面 | 送信 場所 |
| -------------------- | -------------------- | ------- | ------- | ----- | ----- | ----- | ---- | ----- | ----------- | -------- | ----- | ------ | --------- |
| 井原                 | デジタル             | 32 ch   | 13 ch   | 15 ch | 17 ch | 19 ch | -    | 16 ch | -           | -        | 0.3 W | 水平   | 城山      |
| 井原                 | アナログ             | 58 ch   | 47 ch   | 54 ch | 56 ch | 61 ch | -    | 50 ch | 82.9 MHz    | 84.3 MHz | 3 W   | 水平   | 城山      |
| 東井原               | デジタル             | 39 ch   | 13 ch   | -     | -     | 19 ch | -    | 38 ch | -           | -        | 0.3 W | 水平   | 高月山    |
| 東井原               | アナログ             | 43 ch   | 41 ch   | -     | -     | 49 ch | -    | 59 ch | -           | -        | 3 W   | 水平   | 高月山    |
| 西井原               | デジタル             | 39 ch   | 13 ch   | -     | -     | 19 ch | -    | 47 ch | -           | -        | 0.3 W | 水平   | 大江町    |
| 西井原               | アナログ             | 53 ch   | 57 ch   | -     | -     | 46 ch | -    | 51 ch | -           | -        | 3 W   | 水平   | 大江町    |
| 南井原               | アナログ             | 37 ch   | 39 ch   | -     | -     | 31 ch | -    | 33 ch | -           | -        | 3 W   | 水平   | 岩倉町    |
| 備中芳井             | アナログ             | 51 ch   | 49 ch   | -     | -     | 53 ch | -    | -     | -           | -        | 3 W   | 水平   | 大仙山    |

AMラジオ放送
- NHK岡山第1放送 : 603 kHz （岡山局 出力 5 kW）
- NHK岡山第2放送 : 1386 kHz （岡山局 出力 5 kW）
- RSKラジオ : 1494 kHz （笠岡局 出力 100 W）

地域によっては、隣接する福山市や尾道市からの放送波も受信できる。

### 教育

#### 高等学校
- 岡山県立井原高等学校
- 井原市立高等学校
- 興譲館高等学校

#### 中学校
- 井原市立高屋中学校
- 井原市立井原中学校
- 井原市立木之子中学校
- 井原市立芳井中学校
- 井原市立美星中学校

#### 小学校
- 井原市立青野小学校
- 井原市立県主小学校
- 井原市立出部小学校
- 井原市立稲倉小学校
- 井原市立井原小学校
- 井原市立荏原小学校
- 井原市立大江小学校
- 井原市立木之子小学校
- 井原市立高屋小学校
- 井原市立西江原小学校
- 井原市立野上小学校
- 井原市立芳井小学校
- 井原市立美星小学校

## 交通

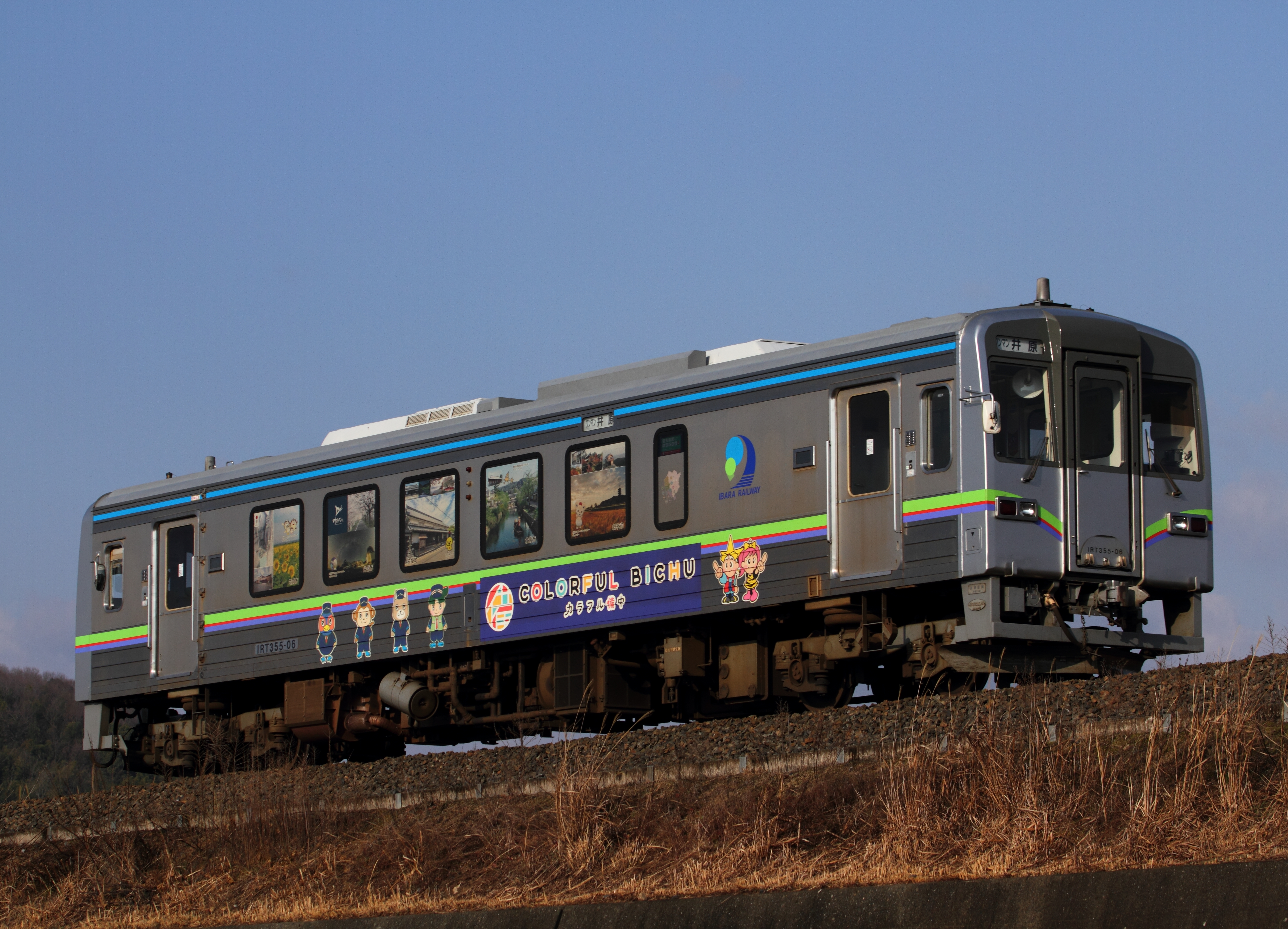
井原鉄道の車両

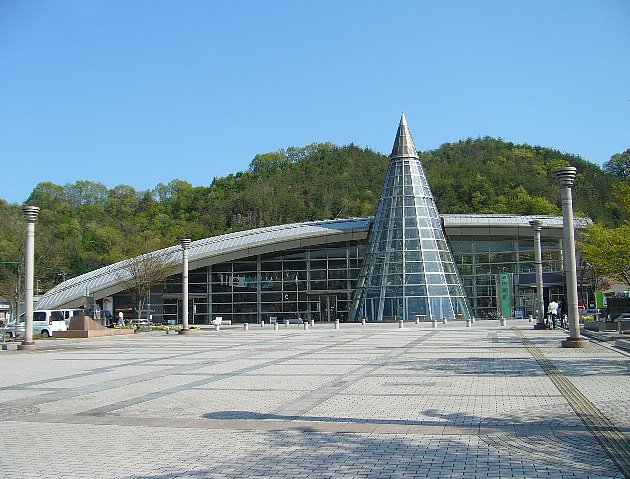
井原駅

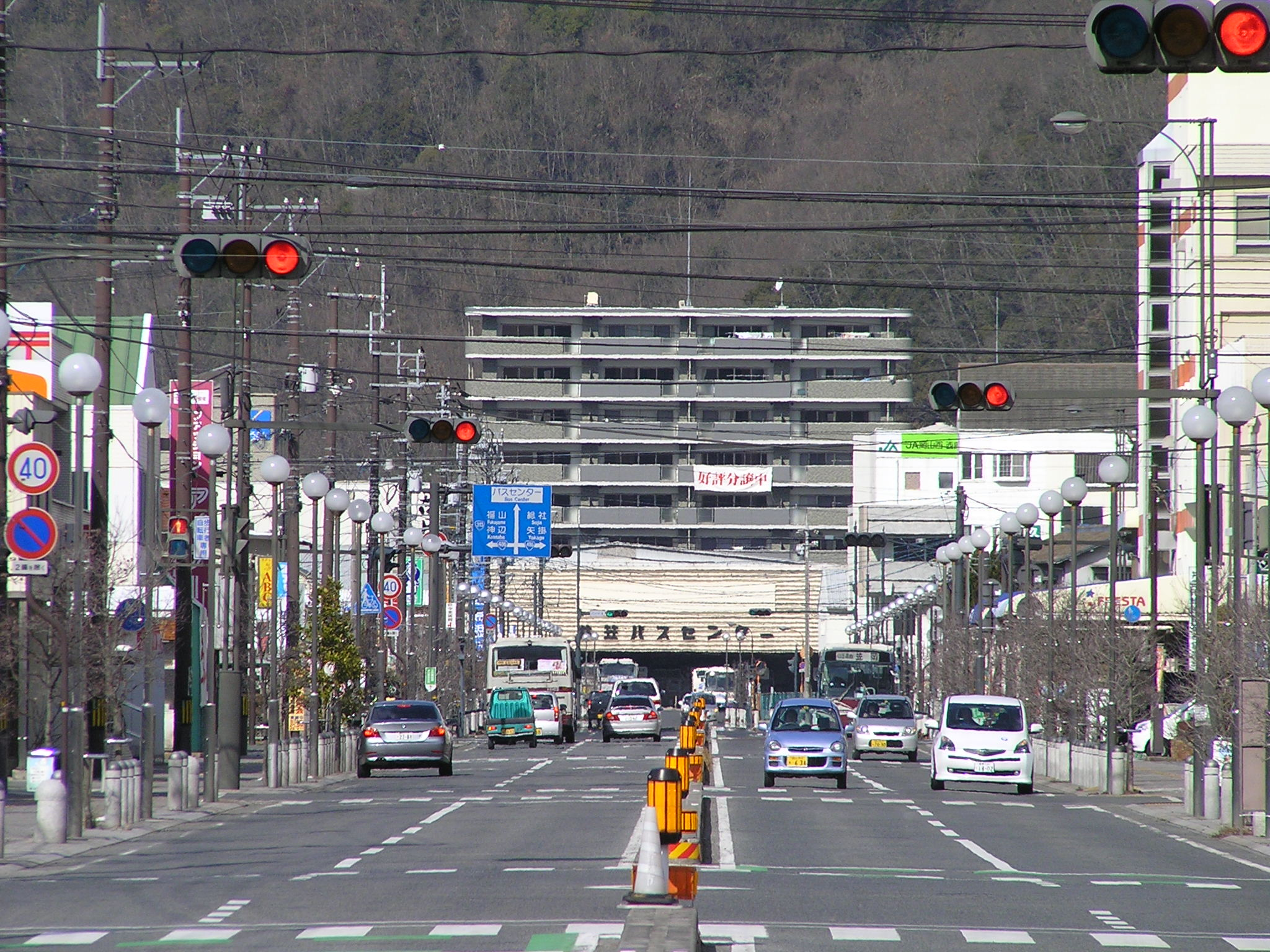
井原駅前通り北方面、正面はバスセンター

### 鉄道
- 中心となる駅 : 井原駅

井原鉄道
- ■井原線 : - 早雲の里荏原駅 - 井原駅 - いずえ駅 - 子守唄の里高屋駅 -

市内を通る第三セクターの井原鉄道は総社駅と神辺駅を結び、両端駅でJR線と接続する。また井原鉄道の一部列車は新幹線駅の福山駅まで直通する。井原駅からはいずれも福山駅から新幹線経由で東京まで4時間弱、大阪・博多へは2時間ほどで到着する。
なお、井原市から笠岡市、福山市神辺町とを結ぶ軽便鉄道の井笠鉄道の私鉄路線が1913年（大正2年）から1971年（昭和46年）まで存在した。

### バス

#### 路線バス
- 井笠バスカンパニー（2012年10月31日まで井笠鉄道、2013年3月31日まで中国バス・井笠バスカンパニー） : 井原駅、笠岡駅、福山駅方面
- 北振バス : 芳井町、美星町方面
- 井原あいあいバス : 市内循環バス、バスセンターには乗り入れない。

#### 高速バス
- カブトガニ号（中国バス） : 福山（神辺）と大阪を結ぶ昼行高速バスが井原駅前を経由する。

### 道路
市内に高速道路なし。最寄りの高速道路は山陽自動車道で、インターチェンジは笠岡市の笠岡IC、福山市の福山東IC、浅口市の鴨方ICとなる。

#### 一般国道
- 国道313号（福山市 - 鳥取県東伯郡北栄町、愛称「ロマンチック街道313」）
- 国道486号（総社市 - 広島県東広島市、愛称「山陽ふるさと街道」）

#### 主要地方道
- 岡山県道3号井原福山港線
- 岡山県道9号芳井油木線
- 岡山県道34号笠岡井原線 : 重要物流道路[13][14]。
- 岡山県道35号倉敷成羽線
- 岡山県道48号笠岡美星線
- 岡山県道77号美星高山市線

#### 一般県道
- 岡山県道102号下御領井原線
- 岡山県道103号七曲井原線
- 岡山県道104号坂瀬川芳井線
- 岡山県道166号美袋井原線
- 岡山県道290号上稲木東江原線
- 岡山県道291号黒忠井原線
- 岡山県道292号黒忠明治線
- 岡山県道293号宇戸谷高梁線
- 岡山県道294号下鴫川上線 : 市内随一の幅員狭小県道。
- 岡山県道297号高山芳井線
- 岡山県道298号上大竹種線
- 岡山県道407号野上矢掛線
- 岡山県道408号東水砂矢掛線

#### 主な市道・農林道
- 井原市道・笠岡市道井原北川線 : 旧井笠鉄道の線路跡を活用した道路。
- 井原市道・笠岡市道井原東大戸線 : 木之子地域と岡山県道34号笠岡井原線を連絡。
- 井原市道志村百町線 : 岡山県道166号美袋井原線のバイパスとして機能。
- 井原市道祝部腰折線 : 国道486号と岡山県道407号野上矢掛線を連絡。
- 岡山県営広域営農団地農道井原芳井地区
- 岡山県営広域営農団地農道備中西部地区（星の里街道）
- ふるさと林道出雲相原線 : 国道313号と広島県道・岡山県道102号下御領井原線を連絡。

#### 主な旧街道
- 山陽道 （古代 〜 近世）
- 作州街道 （三山往来）
- 雲州街道 （東城往来）
- 石州街道 （古道）
- 備中往来

## 名所・旧跡・観光スポット・祭事・催事

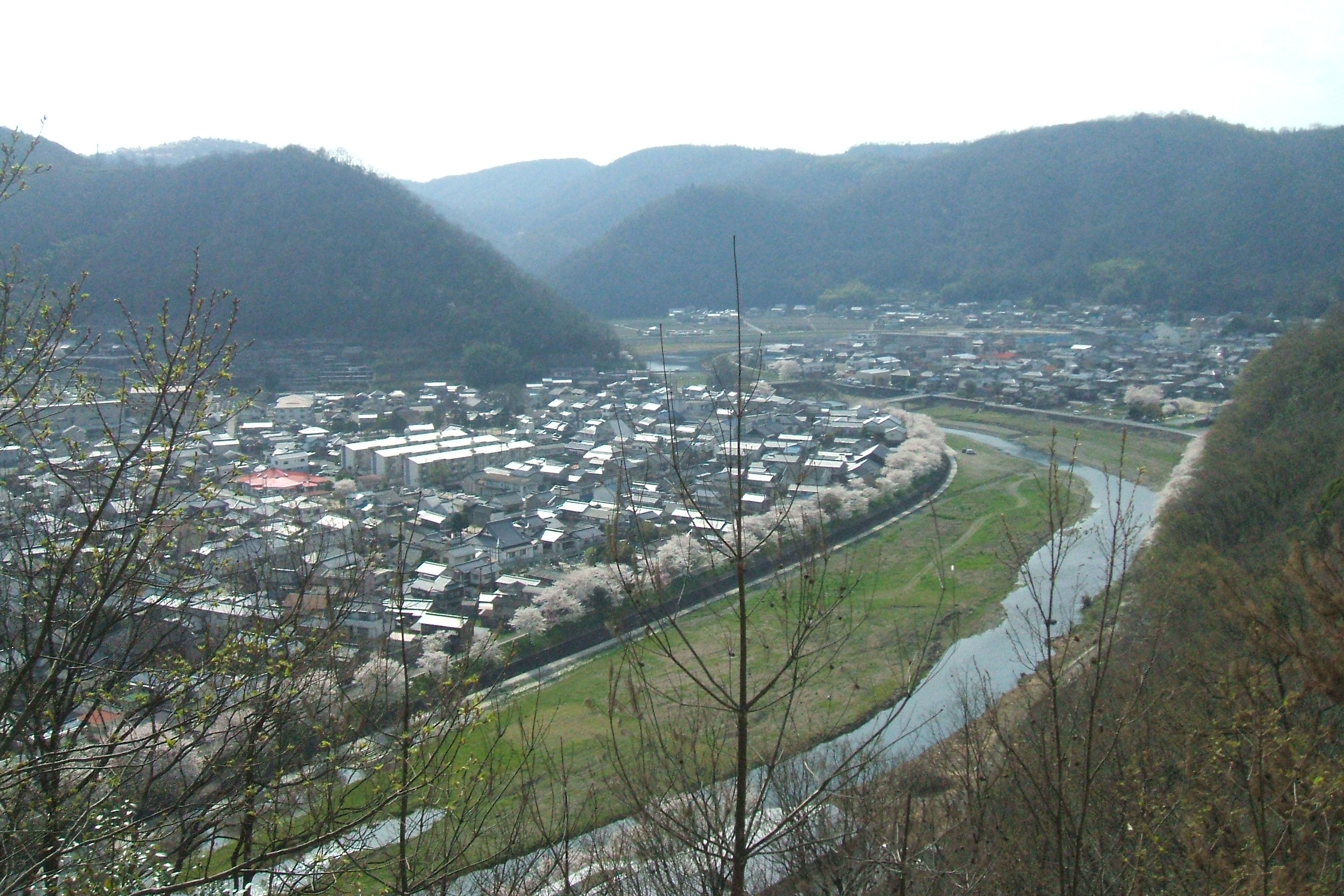
東側の高台から見た井原堤

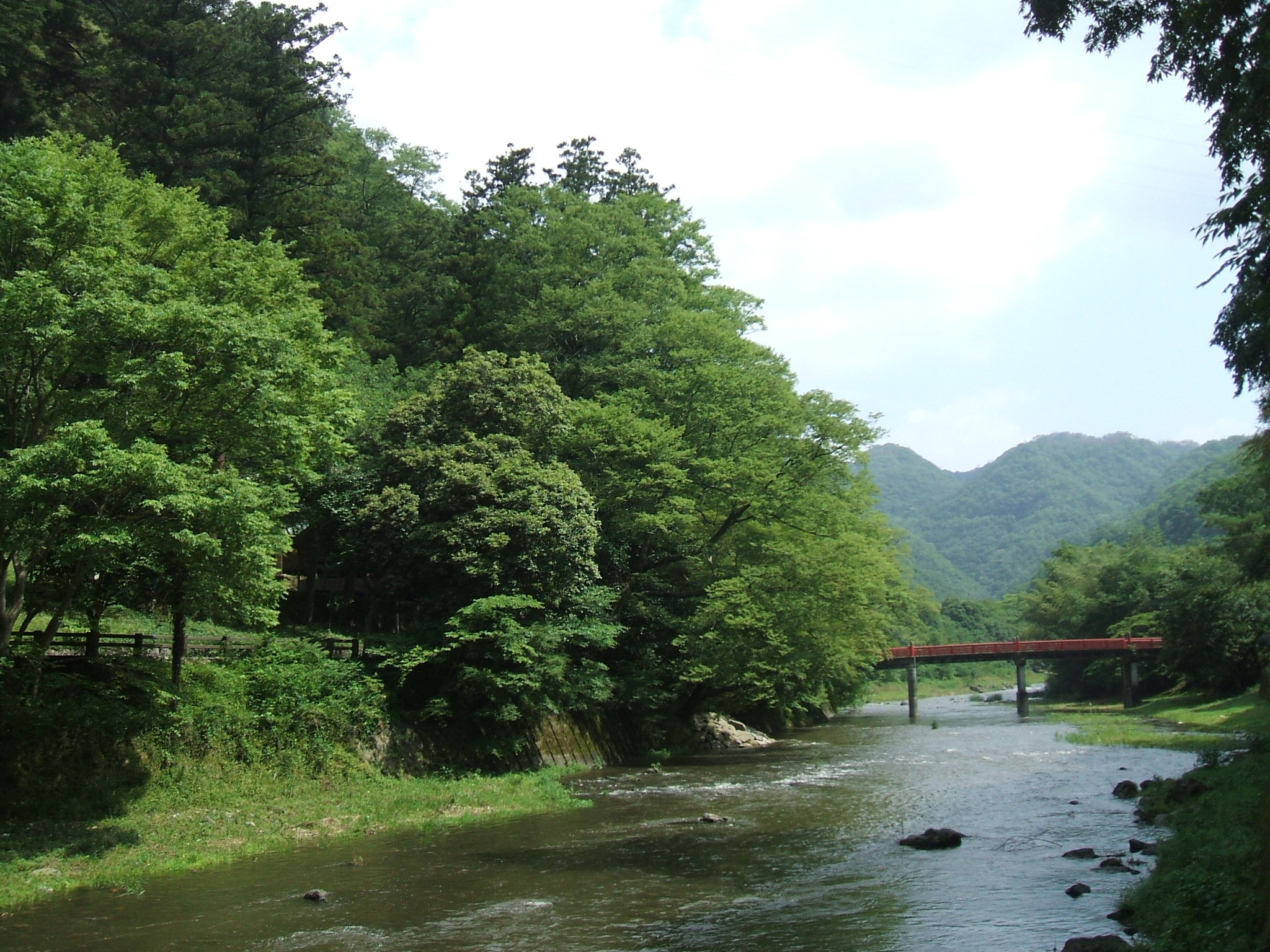
天神峡の流れ（2009年6月撮影）

### 名所
- 井原堤
- 桜渓塾
- 天神峡
- 田中苑
- 嫁いらず観音院

### 旧跡
- 辻堂・四つ堂
- 伝・那須与一墳墓
- 森長継公陣屋跡（西江原藩陣屋・興譲館高等学校記念体育館横）

### 観光スポット
- 井原市立平櫛田中美術館
- 経ヶ丸グリーンパーク
- 中世夢が原
- 華鴒大塚美術館
- 美星天文台
- ぶどうの里・青野 葡萄浪漫館
- 星の郷青空市
- ミニボートピア井原 : 岡山県内初の場外舟券売り場、2013年（平成25年）12月14日に開業[15]。
- 芳井歴史民俗資料館

### 祭事
- 井原鬼まつり （井原市井原町域、毎年10月下旬）
- 三原渡り拍子 （井原市芳井町三原地区、毎年11月上旬）

### 催事
- 井原鉄道開業記念日 （井原駅など、毎年1月11日）
- 井原桜まつり （毎年3月中旬 - 4月上旬）
- 那須与一まつり （毎年8月下旬）
- 星の降る夜 （井原市美星町域、毎年8月上旬）
- 井原ふれあいフェスタ （井原駅前、毎年10月中旬）
- 日本の子守唄フェスティバル （井原市文化祭、毎年11月上旬）

## 著名な出身者

### 出身者

#### 井原地域
- 北条早雲 : 戦国大名。
- 大月源 : 日本で最初の女流刀工。
- 森近運平 : 社会主義活動家。幸徳事件（大逆事件）で処刑された12名の1人。
- 井伏郁太 : 漢詩人。井伏鱒二の父。
- 馬越恭平 : 実業家、政治家。
- 平櫛田中 : 彫刻家。井原市名誉市民[3]。
- 小松安弘 : 実業家。株式会社エフピコ（本社 : 福山市）の創業者、会長[16]。
- 柳井平八 : 大日本帝国陸軍技師。靖国神社「遊就館」等を設計。
- 戸田止戈夫 : 実業家。戸田工業創業者。
- 倉田英之 : アニメ脚本家・小説家。
- 藤井恵 : 格闘家。
- 房野史典 : 漫才師。お笑いコンビのブロードキャストのメンバー。井原ふるさと大使[17][18]。
- 三島健太郎: 円谷プロダクション、キャスタッフ所属。井原市のヒーロー「天神獅子イバラスター」のスーツアクター。
- 岩田サオリ : シンガーソングライター。
- 掛橋沙耶香：元アイドル（乃木坂46）[注釈 5]
- 榊原優希：男性声優。
- 瀬崎三木三 : 日本証券代行（現 : 三井住友信託銀行）取締役。
- 稲本白鵞 : 書道家・高等女学校教諭。

#### 芳井地域
- お登久 (おとく) : 戦国武将三村親成家臣・藤井広玄の娘で三村親成の養女。備後福山藩の二代目藩主水野勝俊の生母。
- 山成大年：医師・緒方洪庵との親交が深く種痘をいち早く広めるなど、地域医療、人材育成に多大な貢献をした。
- 山成喬六 : 官僚、実業家。大蔵省主計局長、台湾銀行副頭取、満州中央銀行副総裁等を務めた。
- 緒方研堂:元名は大戸郁造・医師・山成大年に見いだされ、緒方洪庵の右腕となり緒方姓を名乗る。緒方貞子の夫、四十郎は子孫。
- 早川菊市 : 実業家。早川ゴム株式会社（本社：福山市）の創業者。
- 内山完造 : 著述家、実業家。上海内山書店店主魯迅との親交を通じ、魯迅の活動を支援した。
- 藤井勝志 : 政治家。衆議院議員（自民党）、労働大臣、井原市名誉市民[3]。
- ノブ（早川信行） : 漫才師。お笑いコンビ「千鳥」のメンバー。井原ふるさと大使[17][18]。
- 藤川千愛 : 歌手、アイドルグループ「まねきケチャ」の元メンバー。

#### 美星地域
- 三村宗親 : 美星・成羽地域を拠点とした戦国時代の武将。
- 三村家親 : 備中国一円と備前国の一部を支配した戦国大名。備中松山城主。成羽地域出身とも言われる。
- 阪谷朗廬 : 漢学者、儒学者。
- 阪谷芳郎 : 政治家。阪谷朗廬の四男。
- 難波奨二：政治家。参議院議員（立憲民主党・2期）。

### ゆかりの人物
- 澁澤栄一:一橋領であった井原市に慶喜の部下として赴任。阪谷朗廬と深く交わり、後に子供同士が結婚。
- 雪舟 : 備中国赤浜（現 : 総社市）出身の画家、僧侶。芳井町の重玄寺にゆかりがあり、墓もある。
- 那須与一 : 平安時代末期の武将・御家人。屋島の戦いで源義経に従軍。「扇の的」の功により、源頼朝より備中国後月郡荏原荘（現岡山県井原市西江原）等の荘園を拝領。
- 水野勝成 : 三河国（現 : 愛知県東部）出身の戦国武将。備後福山藩の初代藩主。浪人時代に現在の市域および周辺を放浪。
- 池田長発 : 旗本、井原領主。幕末の遣欧使節団の正使。
- 藤浦洸 : 長崎県平戸市生まれの作詞家・詩人。興譲館中学校（現：興譲館高等学校）を卒業。
- 河合弘道 : 政治家・米子市長。
- 村田吉隆 : 静岡市生まれの政治家。藤井勝志の娘婿。衆議院議員（自民党）、国家公安委員長、命相 防災・有事法制担当。
- 新谷仁美 : 総社市出身の陸上競技選手。興譲館高等学校を卒業。
- 松本民之助：東京藝術大学名誉教授。1939年前後に居住していた[19]。

## 名誉市民・特命大使

### 名誉市民
- 平櫛田中 （木彫家） : 1958年（昭和33年）11月3日推戴[3]。
- 大山文雄 （初代市長） : 1965年（昭和40年）7月23日推戴[3]。
- 家本為一 （弁護士） : 1968年（昭和43年）8月20日推戴[3]。
- 大野呂九一 （美星町長） : 1984年（昭和59年）9月27日推戴[3]。
- 藤井勝志 （衆議院議員、労働大臣） : 1986年（昭和61年）10月19日推戴[3]。

### 井原ふるさと大使
- ノブ （漫才師、千鳥） : 2012年（平成24年）8月18日任命[17][18]。
- 房野史典 （漫才師、ブロードキャスト） : 2012年（平成24年）8月18日任命[17][18]。

## 文化・芸術
本市ゆかりの作品は次のとおり。
映画
- 『たたら侍』 （監督・錦織良成、指揮・HIRO、主演・青柳翔、2016年公開） : 中世夢が原でロケ[20][21]。

音楽
- 「あの日あの時」 藤川千愛 （アルバム『ライカ』〈2019年5月7日〉収録曲） : 千鳥のノブが作詞、平成30年7月豪雨（西日本豪雨）をテーマにした作品[22]。
- 「Twinkle Little Stars〜星が降る町〜」 Chicago Poodle （シングル『ナツメロ』〈2009年7月8日〉収録曲） : 美星町をテーマにした作品[23]